# Mondim de Basto
Mondim de Basto – miejscowość w Portugalii, leżąca w dystrykcie Vila Real, w regionie Północ w podregionie Tâmega. Miejscowość jest siedzibą gminy o tej samej nazwie.

## Demografia
| Liczba ludności gminy Mondim de Basto (1801–2011) | Liczba ludności gminy Mondim de Basto (1801–2011) | Liczba ludności gminy Mondim de Basto (1801–2011) | Liczba ludności gminy Mondim de Basto (1801–2011) | Liczba ludności gminy Mondim de Basto (1801–2011) | Liczba ludności gminy Mondim de Basto (1801–2011) | Liczba ludności gminy Mondim de Basto (1801–2011) | Liczba ludności gminy Mondim de Basto (1801–2011) | Liczba ludności gminy Mondim de Basto (1801–2011) | Liczba ludności gminy Mondim de Basto (1801–2011) |
| ------------------------------------------------- | ------------------------------------------------- | ------------------------------------------------- | ------------------------------------------------- | ------------------------------------------------- | ------------------------------------------------- | ------------------------------------------------- | ------------------------------------------------- | ------------------------------------------------- | ------------------------------------------------- |
| 1801                                              | 1849                                              | 1900                                              | 1930                                              | 1960                                              | 1981                                              | 1991                                              | 2001                                              | 2004                                              | 2011                                              |
| 2 725                                             | 4 068                                             | 7 641                                             | 8 398                                             | 10 328                                            | 9 904                                             | 9 518                                             | 8 573                                             | 8 470                                             | 7 493                                             |

## Sołectwa
Sołectwa gminy Mondim de Basto (ludność wg stanu na 2011 r.)
- Atei – 1352 osoby
- Bilhó – 546 osób
- Campanhó – 268 osób
- Ermelo – 483 osoby
- Mondim de Basto – 3273 osoby
- Paradança – 358 osób
- Pardelhas – 77 osób
- Vilar de Ferreiros – 1136 osób